# قائمة زملاء الجمعية الملكية المنتخبين في 1943
هذه الصفحة تعرض قائمة زملاء الجمعية الملكية المُنتخبين لعام 1943.

## الزملاء
- William Michael Herbert Greaves [الإنجليزية]‏
- Guy Ellcock Pilgrim [الإنجليزية]‏
- آرثر فيليكس
- ويلدر بنفيلد
- George Temple (mathematician) [الإنجليزية]‏
- Solly Zuckerman, Baron Zuckerman [الإنجليزية]‏
- جون لايتون سينغ

## الأعضاء الأجانب
- برناردو هوساي